# Je’Kel Foster
Je’Kel Reshar Foster (* 22. Juli 1983 in Natchez, Mississippi) ist ein US-amerikanischer Basketballspieler. Foster gewann 2009 die deutsche Meisterschaft mit den EWE Baskets Oldenburg und 2013 mit Alba Berlin den deutschen Ligapokalwettbewerb BBL-Pokal 2013. Er bestritt insgesamt 199 Bundesliga-Spiele.

## Karriere
Foster begann sein Studium am Howard Junior College in Big Spring (Texas). Nach einem Jahr wechselte sein Basketballtrainer Chris Jans an das Chipola Junior College in Marianna (Florida) und nahm Foster mit. Zum weiterführenden Studium wechselte Foster anschließend an die Ohio State University, wo er für die Hochschulmannschaft Buckeyes in der NCAA zwei Jahre lang bis 2006 spielte.
Nach seiner Zeit bei den Ohio State Buckeyes wurde Foster im NBA-Draft 2006 nicht ausgewählt und unterschrieb stattdessen einen Vertrag beim deutschen Erstligisten EnBW Ludwigsburg. Dort galt er als einer der wichtigsten Spieler in seiner Mannschaft, die auch dank ihm eine großartige Saison 2006/07 spielte. Als Anerkennung wurde er in die Südauswahl für das All-Star-Spiel berufen sowie zum BBL Newcomer of the Year gewählt.
Foster galt ein Spieler, der Würfe erfolgreich in Serie aus allen Lagen treffen kann, wenn er seinen Wurfrhythmus gefunden hat. Zudem schätzen seine Arbeitgeber Fosters Führungsstärke sowie seine Arbeitseinstellung. Nach einer Spielzeit in der französischen LNB Pro A, in der er mit seiner Mannschaft Paris-Levallois als Tabellenvorletzter aus der höchsten Spielklasse abstieg, kehrte er in die deutsche Basketball-Bundesliga zurück und gewann mit den EWE Baskets aus Oldenburg in der Saison 2008/09 die deutsche Meisterschaft. In den letzten Sekunden des fünften und entscheidenden Spiels der Play-off-Finalserie gegen die Telekom Baskets Bonn gelang Foster ein Steal, der die Partie und damit die Meisterschaft letztlich zu Gunsten der Oldenburger mit 71:70 entschied.
In der Saison 2009/10 zog der Titelverteidiger EWE Baskets als Hauptrundenerster in die Play-offs ein, verlor jedoch überraschend in vier Spielen bereits in der ersten Runde gegen die Phantoms Braunschweig. In der Spielzeit 2010/11 war Foster dann in der italienischen Lega Basket Serie A für Vanoli-Braga aus Cremona aktiv, die jedoch die Play-offs um die Meisterschaft verpassten. Für die Saison 2011/12 holte ihn der ambitionierte Erstliga-Aufsteiger FC Bayern München zurück nach Deutschland. Doch auch dieser schied mit Foster bereits in der ersten Play-off-Runde um die Meisterschaft aus.
Vor Saisonbeginn der folgenden Spielzeit gab dann der FC Bayern München bekannt, gegen Foster eine fristlose Kündigung ausgesprochen zu haben, da er trotz Aufforderung wiederholt nicht zu verpflichtenden Terminen erschienen sei. Infolgedessen schloss sich Foster dem belgischen Vizemeister Spirou BC Charleroi an. Nach der Verletzung von Vule Avdalović wurde Foster bereits Mitte Dezember 2012 von Alba Berlin in die deutsche Bundesliga zurückgeholt. Vor heimischem Publikum gewann man 2013 den BBL-Pokal 2013, schied jedoch in der Meisterschaft in der ersten Play-off-Runde früh aus, obwohl man im höchsten europäischen Vereinswettbewerb EuroLeague 2012/13 die erfolgreichste deutsche Mannschaft gewesen war.
Für die folgende Spielzeit 2013/14 ging Foster wieder nach Frankreich, wo er einen Vertrag beim amtierenden Meister „Jeunesse sportive des Fontenelles“ aus Nanterre unterschrieb, bei dem er unter anderem auch wieder mit seinem ehemaligen Berliner Mannschaftskameraden Ali Traoré zusammenspielte. Nach dem Ausscheiden aus der EuroLeague 2013/14 endete Fosters Vertrag zum Jahresende und er wurde Anfang Februar 2014 vom italienischen Erstligisten Sidigas aus Avellino verpflichtet, für die er zwölf Einsätze absolvierte, aber auf dem zwölften Platz den Einzug in die Play-offs um die italienische Meisterschaft verfehlte. Nach einem kurzen Abstecher im Libanon im Geltungsbereich der FIBA Asien bei Homenetmen aus Beirut schloss sich Foster im Januar 2015 dem deutschen Erstligisten BBC medi aus Bayreuth an, mit dem er am Ende der Basketball-Bundesliga 2014/15 den 16. und drittletzten Platz belegte und damit den Klassenerhalt erreichte.
In der Saison 2015/16 spielte Foster dann erstmals professionell in Südamerika und war in zehn Spielen für die Guaros aus Barquisimeto im Bundesstaat Lara in Venezuela aktiv. Während die Guaros in der FIBA Liga de las Américas im März 2016 den Titel gewannen, war Foster zuvor bereits in die spanische Liga ACB zu ICL Bàsquet aus Manresa gewechselt. Mit den Katalanen erreichte er zwar in 13 Einsätzen nur den 16. und drittletzten Tabellenplatz, der jedoch erneut zum Klassenerhalt in der höchsten spanischen Spielklasse reichte. Anschließend wechselte Foster auf den afrikanischen Kontinent nach Angola, wo er von 2016 bis 2018 für den Clube Recreativo Desportivo (CRD) aus Libolo spielte. Nach seinem Landsmann Jason Cain, mit dem Foster jedoch nie zusammenspielte, ist er der zweite ehemalige Bundesligaprofi, der unter anderem auch in Bayreuth und später in Angola spielte.